# Saint-Venant
Saint-Venant là một xã ở tỉnh Pas-de-Calais, vùng Hauts-de-France, Pháp.

## Địa lý
Saint-Venant có cự ly khoảng 9 dặm (14,5 km) về phía tây bắc Béthune and 26 dặm (41,8 km) phía tây Lille, tại giao lộ của các tuyến đường D186 và D916 và nằm hai bên bờ sông Lys.

## Dân số
| 1962                                                         | 1968 | 1975 | 1982 | 1990 | 1999 | 2006 |
| ------------------------------------------------------------ | ---- | ---- | ---- | ---- | ---- | ---- |
| 4029                                                         | 4328 | 3988 | 4127 | 3887 | 3208 | 3367 |
| Số liệu điều tra dân số từ năm 1962, dân số chỉ tính một lần |      |      |      |      |      |      |